# Assemblée législative des îles Malouines
Pour les articles homonymes, voir Assemblée législative.
Gilbert House (en)
L'Assemblée législative des îles Malouines (en anglais :  Legislative Assembly of the Falkland Islands) est le parlement monocaméral du territoire britannique d'outre-mer des îles Malouines.

## Système politique
Les Îles Malouines sont un archipel de l'Atlantique Sud constituant un territoire d'outre-mer autonome du Royaume-Uni organisé sous la forme d'une monarchie parlementaire. Selon la Constitution de 2009, l'archipel dispose d'une autonomie interne complète. Le Royaume-Uni est seulement responsable des affaires étrangères bien qu'il garde le pouvoir de protéger ses intérêts et d'assurer la bonne gouvernance du territoire. Les îles font partie de la Couronne britannique, et la reine du Royaume-Uni Élisabeth II en est nominalement chef de l'État, représentée par un gouverneur.
Le Gouverneur agit sur avis du Conseil exécutif des Îles Malouines, organisé sous la forme d'un directoire composé du chef de l'exécutif, du directeur des finances et du Président de l'assemblée, pour des mandats d'un an renouvelables.

## Système électoral

Carte des deux circonscriptions des îles Malouines

L'assemblée législative est composée de 11 membres dont 8 élus pour 4 ans selon un mode de scrutin plurinominal majoritaire dans 2 circonscriptions de 5 et 3 sièges chacune, correspondant à la capitale, Stanley et au reste du territoire, dit Camp. Les habitants votent pour autant de candidats qu'il y a de sièges dans leur circonscription, et ceux ayant réuni le plus de suffrages sont déclarés élus. À ces 8 membres élus s'ajoutent les membres du Conseil exécutif, qui siègent mais n'ont pas le droit de vote.
Selon la Constitution des Îles Malouines de 2009, le mandat de l'assemblée sortante prend fin avec sa dissolution automatique quatre ans après son entrée en fonction, qui intervient quelques semaines après les législatives organisées en novembre, et des nouvelles élections doivent avoir lieu dans un délai de 70 jours, soit au plus tard vers janvier de la cinquième année suivant le dernier scrutin. Il est cependant de coutume de dissoudre l'assemblée de manière anticipée afin d'organiser le scrutin au début du mois de novembre de la quatrième année de la législature,,.
Il n'existe pas de parti politique aux îles Malouines. Tous les candidats se présentent donc sans étiquette. Les électeurs peuvent voter par procuration ou voie postale s'ils en font la demande au préalable.